# Funambulus sublineatus
A Funambulus sublineatus az emlősök (Mammalia) osztályának rágcsálók (Rodentia) rendjébe, ezen belül a mókusfélék (Sciuridae) családjába tartozó faj.

## Rendszertani eltérés
Korábban úgy vélték, hogy az indiai Funambulus sublineatus és a srí lankai Funambulus obscurus egy és ugyanazt a fajt alkotják, két alfaj képében.
A kettéválasztás következtében a pálmamókusok (Funambulus) nemét is át kell rendezni. A mitokondriális DNS-kutatások alapján a srí lankai F. obscurus a Layard-pálmamókus (Funambulus layardi) testvértaxonja. A F. sublineatus és F. obscurus közötti fenotipikus hasonlóságok ellenére az alaktani- és mtDNS-vizsgálatok az előbbi rokonságot támasztják alá; ezt pedig az indiai házimókus (Funambulus palmarum) és az északi pálmamókus (Funambulus pennantii) fajok mtDNS-vizsgálata is alátámasztotta. A morfometrikus adatok is megerősítették a korábban egy fajnak vélt állat kettéválasztását. Így India is és Srí Lanka is kapott egy-egy újabb endemikus állatot, továbbá nőtt a pálmamókusfajok száma. A srí lankai állat a Funambulus obscurus tudományos nevet kapta. Habár az eddigi kutatások szerint az F. obscurus és F. layardi közelebbi rokonságban állnak, még nem tisztázott, hogy a mtDNS törzsfejlődése (philogenesis) tényleg ezt tükrözi-e.

## Előfordulása
A Funambulus sublineatus előfordulási területe manapság, csak India. Korábban, mielőtt a Funambulus obscurust önálló faji rangra emelték volna, Srí Lankán is ezt a pálmamókusfajt vélték látni. A szóban forgó mókus a Nyugati-Ghátok és a Nilgiri-dombok nedves erdeiben él. Kettéválasztása után, újabb kutatások kellenek az önálló faj előfordulási területének a pontos meghatározásához. Akármekkora is legyen a területe, annyi biztos, hogy ma már India egyik endemikus állatává vált.

## Megjelenése
Teste és farka barna színűek, míg feje szürkésbarna. Talán a nemén belül a legkisebb faj, csak 40 grammot nyom.

## Képek

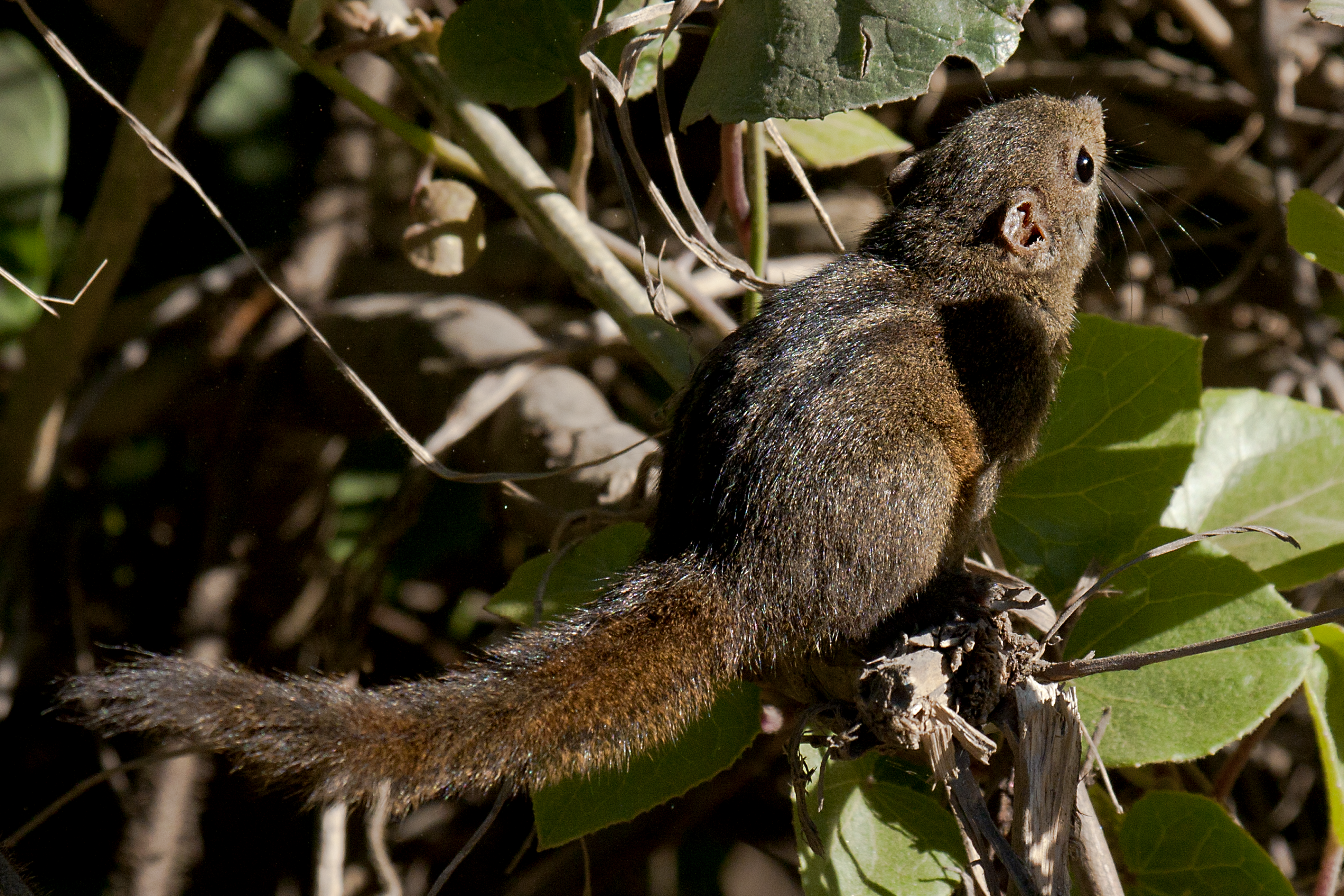
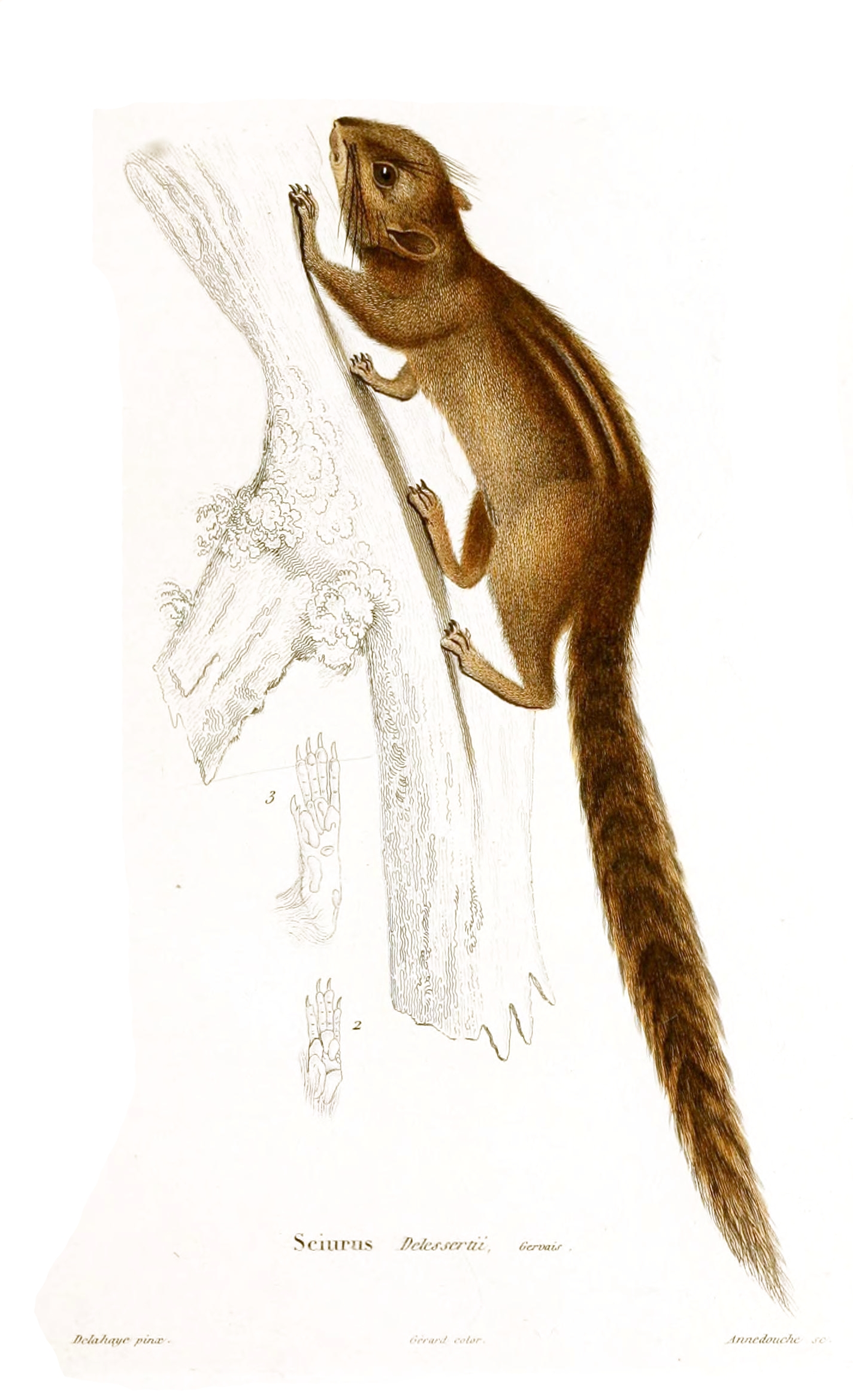
Régi rajz a mókusról

## Fordítás
- Ez a szócikk részben vagy egészben  a   Dusky palm squirrel című angol Wikipédia-szócikk ezen változatának fordításán alapul.  Az eredeti cikk szerkesztőit annak laptörténete sorolja fel. Ez a jelzés csupán a megfogalmazás eredetét és a szerzői jogokat jelzi, nem szolgál a cikkben szereplő információk forrásmegjelöléseként.